# Sakoku
Sakoku (Japans: 鎖国, letterlijk 'land in ketens" of "afsluiting van het land") was het buitenlandse beleid van Japan op grond waarvan geen enkele vreemdeling of Japanner het land zonder toestemming kon binnenkomen of verlaten op straffe van de dood. Een uitzondering gold voor de Nederlanders en de Chinezen. Het sakokubeleid werd tussen 1633-1639 door het shogunaat onder Tokugawa Iemitsu vastgesteld door middel van een aantal edicten en wetten, en bleef van kracht tot 1853.
De eenmaking van Japan (1573-1603) was moeizaam en bloedig verlopen en werd geconsolideerd door Tokugawa Ieyasu, de stichter van het Edo-bakufu. De sakoku werd ingesteld om het absolute gezag over Japan in Edo te behouden.
Aanvankelijk handelden, naast de Nederlanders, ook de Portugezen en Engelsen met Japan. De Engelsen verlieten Japan in 1623 om economische redenen. De Portugezen hadden in 1543 al voet aan land gezet en aan hen werden aanvankelijk geen beperkingen opgelegd. Met de Portugezen kwam echter ook de missie van de jezuïeten in Japan. Dit baarde het shogunaat zorgen omdat de gebruiken van de christenen niet overeenstemden met de tradities van Japan. Gevreesd werd dat deze groep een politieke factor van belang zou worden. In 1612/1613 verbood de shogun de verspreiding van het christendom in Japan.
Na de Shimabara-opstand (1637), waarin shogun Tokugawa Iemitsu een excuus zag de christenen actief te vervolgen, werden de Portugezen in 1639 verbannen. In 1641 werden de Nederlanders gedwongen hun factorij te Hirado te sluiten en voortaan uitsluitend te handelen vanop het door de Portugezen verlaten kunstmatige eiland Dejima in de baai van Nagasaki. Nagasaki was onder de sakoku de enige haven waar men Japan mocht verlaten of binnenkomen. Edo kon op deze manier ook de economische machtspositie van de Japanse kustprovincies beteugelen. Daartoe werden aan de Japanse koopvaardij ook beperkingen opgelegd.
Japan was echter onder het sakokubeleid in de praktijk niet volledig geïsoleerd. Handel en kennisuitwisseling waren onder dit beleid toegestaan, zij het onder het ijzeren toezicht van de bureaucratische en autoritaire dictatuur van het Tokugawa-shogunaat.

## Einde van afzondering
Op 8 juli 1853 eiste de Amerikaan commodore Matthew Perry met vier oorlogsschepen dat Japan de handel met het Westen open moest stellen. Het volgende jaar (1854) kwam Perry terug met zeven schepen om shogun Tokugawa Ieyoshi te dwingen om officiële diplomatieke betrekkingen tussen Japan en de Verenigde Staten aan te gaan. Zo kwam een einde aan twee eeuwen afsluiting. Het zou echter tot de Meiji-restauratie (1868) voor Japanners nog steeds illegaal blijven om Japan te verlaten.